# Тошка, Алин
Алин Тошка (рум. Alin Toșca; род. 14 марта 1992, Александрия) — румынский футболист, левый защитник итальянского клуба «Беневенто».

## Клубная карьера
Воспитанник футбольной школы клуба «Стяуа», после завершения которой начал выступать за вторую команду клуба.
Летом 2010 года был отдан в аренду в «Унирю» (Урзичень), за которую дебютировал в Лиге I 11 сентября 2010 года в матче против родного «Стяуа» (1:0), сыграв 85 минут. Всего за сезон отыграл за клуб 18 матчей в чемпионате.
Летом 2011 года «Униря» была расформирована, а Тошка, разорвав контракт с «Стяуа», стал игроком клуба «Сэгята» из Лиги II, где провел следующий сезон своей игровой карьеры. Большинство времени, проведенного в составе команды, был основным игроком защиты команды, сыграв в 23 матчах чемпионата.
Летом 2012 года Алин вернулся в элитный дивизион, заключив контракт с клубом «Вииторул», в составе которого провел следующие два года своей карьеры. Играя в составе «Вииторул» также в основном выходил на поле в основном составе команды.
В состав родного клуба «Стяуа» вернулся в июле 2014 года, подписав четырёхлетний контракт.
24 января 2017 года подписал пятилетний контракт с испанским клубом «Реал Бетис». Спустя 5 дней дебютировал в Ла-Лиге в матче против «Барселоны» (1:1).
31 января 2018 года на пять месяцев перешел в аренду в итальянский клубом «Беневенто». 24 августа 2018 года вновь был отдан в аренду греческому клубу ПАОК с возможностью выкупа.
21 июля 2019 года подписал двухлетний контракт с турецким клубом «Газишехир Газиантеп».
30 января 2023 года Алин Тошка подписал контракт к клубом итальянской Серии Б «Беневенто» на два с половиной года.
20 июля 2023 года на правах аренды присоединился к саудовскому клубу «Эр-Рияд».

## Карьера за сборную
Дебют за национальную сборную Румынии состоялся 23 марта 2016 года в товарищеском матче против сборной Литвы (1-0).

### Гол за сборную
| №               | Дата                                    | Место       | Соперник | Счёт | Результат               | Турнир |
| --------------- | --------------------------------------- | ----------- | -------- | ---- | ----------------------- | ------ |
| 5 сентября 2021 | Национальный стадион, Бухарест, Румыния | Лихтенштейн | 1–0      | 2–0  | Квалификация на ЧМ 2022 |        |

## Клубная статистика
| Клуб               | Сезон      | Лига                | Лига  | Лига | Кубок | Кубок | Кубок лиги | Кубок лиги | Европа | Европа | Другое | Другое | Итог  | Итог |
| Клуб               | Сезон      | Дивизион            | Матчи | Голы | Матчи | Голы  | Матчи      | Голы       | Матчи  | Голы   | Матчи  | Голы   | Матчи | Голы |
| ------------------ | ---------- | ------------------- | ----- | ---- | ----- | ----- | ---------- | ---------- | ------ | ------ | ------ | ------ | ----- | ---- |
| Стяуа II           | 2009/10    | Лига II             | 13    | 0    | 0     | 0     | –          | –          | –      | –      | –      | –      | 13    | 0    |
| Стяуа II           | 2010/11    | Лига II             | 1     | 0    | 0     | 0     | –          | –          | –      | –      | –      | –      | 1     | 0    |
| Стяуа II           | Итог       | Итог                | 14    | 0    | 0     | 0     | –          | –          | –      | –      | –      | –      | 14    | 0    |
| Униря (аренда)     | 2010/11    | Лига I              | 18    | 0    | 1     | 0     | –          | –          | –      | –      | –      | –      | 19    | 0    |
| Сэгята             | 2011/12    | Лига II             | 23    | 0    | 0     | 0     | –          | –          | –      | –      | –      | –      | 23    | 0    |
| Вииторул           | 2012/13    | Лига I              | 25    | 0    | 0     | 0     | –          | –          | –      | –      | –      | –      | 25    | 0    |
| Вииторул           | 2013/14    | Лига I              | 29    | 0    | 2     | 0     | –          | –          | –      | –      | –      | –      | 31    | 0    |
| Вииторул           | Итог       | Итог                | 54    | 0    | 2     | 0     | –          | –          | –      | –      | –      | –      | 56    | 0    |
| Стяуа              | 2014/15    | Liga I              | 15    | 0    | 5     | 0     | 4          | 1          | 0      | 0      | 0      | 0      | 24    | 1    |
| Стяуа              | 2015/16    | Liga I              | 34    | 0    | 1     | 0     | 2          | 0          | 5      | 0      | 1      | 0      | 43    | 0    |
| Стяуа              | 2016/17    | Liga I              | 16    | 0    | 2     | 0     | 2          | 0          | 9      | 0      | –      | –      | 29    | 0    |
| Стяуа              | Итог       | Итог                | 65    | 0    | 8     | 0     | 8          | 1          | 14     | 0      | 1      | 0      | 96    | 1    |
| Реал Бетис         | 2016/17    | Ла Лига             | 17    | 0    | –     | –     | –          | –          | –      | –      | –      | –      | 17    | 0    |
| Реал Бетис         | 2017/18    | Ла Лига             | 6     | 0    | 2     | 0     | –          | –          | –      | –      | –      | –      | 8     | 0    |
| Реал Бетис         | Итог       | Итог                | 23    | 0    | 0     | 0     | –          | –          | –      | –      | –      | –      | 25    | 0    |
| Беневенто (аренда) | 2017/18    | Серия A             | 13    | 0    | –     | –     | –          | –          | –      | –      | –      | –      | 13    | 0    |
| ПАОК (аренда)      | 2018/19    | Греческая Суперлига | 7     | 0    | 2     | 0     | –          | –          | 5      | 0      | –      | –      | 14    | 0    |
| Газиантеп          | 2019/20    | Турецкая Суперлига  | 34    | 0    | 2     | 0     | –          | –          | 0      | 0      | –      | –      | 36    | 0    |
| Газиантеп          | 2020/21    | Турецкая Суперлига  | 15    | 0    | 0     | 0     | –          | –          | –      | –      | –      | –      | 15    | 0    |
| Газиантеп          | Итог       | Итог                | 49    | 0    | 2     | 0     | –          | –          | –      | –      | –      | –      | 51    | 0    |
| Общий итог         | Общий итог | Общий итог          | 266   | 0    | 15    | 0     | 8          | 1          | 19     | 0      | 1      | 0      | 309   | 1    |

## Достижения

### «Стяуа»
- Чемпион Румынии: 2014/15
- Обладатель Кубка Румынии: 2014/15
- Обладатель Кубка Румынской лиги: 2014/15

### ПАОК
- Чемпион Греции: 2018/19
- Обладатель Кубка Греции: 2018/19